# Megalopta aeneicollis
Megalopta aeneicollis är en biart som beskrevs av Heinrich Friese 1926. Megalopta aeneicollis ingår i släktet Megalopta och familjen vägbin. Inga underarter finns listade i Catalogue of Life.